# Cassyma aspilatataria
Cassyma aspilatataria är en fjärilsart som beskrevs av Arnold Pagenstecher 1890. Cassyma aspilatataria ingår i släktet Cassyma och familjen mätare. Inga underarter finns listade i Catalogue of Life.